# São Geraldo (Minas Gerais)
São Geraldo, amtlich Município de São Geraldo, ist eine Gemeinde im brasilianischen Bundesstaat Minas Gerais. Die geschätzte Einwohnerzahl der 1949 gegründeten Gemeinde im Jahr 2021 betrug 12.562 Einwohner, die São-Geraldenser genannt werden und auf einer Gemeindefläche von rund 185,6 km² leben. Die Entfernung zur Hauptstadt Belo Horizonte beträgt 254 km.

## Namensherkunft
Als 1880 der Bahnhof Estação de São Geraldo der Estrada de Ferro Leopoldina errichtet wurde, wurde dieser nach Joaquim José Álvares dos Santos Silva, erster und einziger Barão de São Geraldo, benannt. Das Baronat trägt den Namen der Region der Serra de São Geraldo.

## Geographie
Die Gemeinde liegt in der Serra de São Geraldo. Das Gemeindegebiet ist zumeist bergig und hügelig. São Geraldo liegt auf einer Höhe von 380 Metern. Die höchste Erhebung befindet sich mit 909 Metern in der Serra de Santa Maria. 
Angrenzende Gemeinden sind Visconde do Rio Branco, Coimbra, Ervália, Guiricema und Paula Cândido.

### Vegetation
Das Biom ist Mata Atlântica.

### Hydrographie
Die Gemeinde liegt im Hochland, das als Wasserscheide zwischen den hydrographischen Becken des Rio Paraíba do Sul und des Rio Doce dient. Durch das Stadtgebiet fließt der Rio Xopotó, der in den Rio Pomba mündet.

### Klima
Die Gemeinde hat tropisches Klima, Aw nach der Klimaklassifikation nach Köppen und Geiger. Die Durchschnittstemperatur ist 21,2 °C. Die durchschnittliche Niederschlagsmenge liegt bei 1460 mm im Jahr. Im Südsommer fallen in São Geraldo deutlich mehr Niederschläge als im Südwinter.
|                   | Jan  | Feb  | Mär  | Apr  | Mai  | Jun  | Jul  | Aug  | Sep  | Okt  | Nov  | Dez  |   |      |
| Temperatur (°C)   | 23,7 | 24,0 | 23,1 | 21,7 | 19,4 | 18,5 | 18,0 | 19,0 | 20,5 | 21,9 | 21,9 | 23,0 | Ø | 21,2 |
| Niederschlag (mm) | 226  | 161  | 180  | 85   | 48   | 20   | 19   | 26   | 71   | 116  | 250  | 268  | Σ | 1460 |

## Kommunalpolitik
Bei der Kommunalwahl 2020 wurde Walmir Rocha Lopes des Partido da Social Democracia Brasileira (PSDB) für die Amtszeit von 2021 bis 2024 zum Stadtpräfekten gewählt.
Die Legislative liegt bei einem Stadtrat (Câmara Municipal) aus neun gewählten Vertretern (vereadores).

## Demografie

### Bevölkerungsentwicklung
| Jahr | Einwohner | Stadt | Land  |
| --- | --------- | ----- | ----- |
| 1950 | 10.648    | 2.186 | 8.462 |
| 1960 | 10.355    | 3.453 | 6.902 |
| 1970 | 9.758     | 3.589 | 6.169 |
| 1980 | 7.521     | 3.572 | 3.949 |
| 1991 | 7.860     | 3.951 | 3.909 |
| 2000 | 7.716     | 5.344 | 2.372 |
| 2010 | 10.246    | 7.287 | 2.959 |
| 2021 | 12.751    | ?     | ?     |
| Hier fehlt eine Grafik, die leider im Moment aus technischen Gründen nicht angezeigt werden kann. Wir arbeiten daran! |           |       |       |

Quelle: IBGE (2011)

### Ethnische Zusammensetzung
Ethnische Gruppen nach der statistischen Einteilung des IBGE (Stand 2000 mit 7.716 Einwohnern, Stand 2010 mit 10.263 Einwohnern): Von diesen lebten 2010 7.270 Einwohner im städtischen Bereich und 2.993 im ländlichen Raum.
| Gruppe      | Anteil 2000 | Anteil 2010       | Anmerkung                        |
| ----------- | ----------- | ----------------- | -------------------------------- |
| Brancos     | 4.461       | ▲ 5.718 (55,72 %) | Weiße, Nachfahren von Europäern  |
| Pardos      | 2.549       | ▲ 3.658 (35,64 %) | Mischrassige, Mulatten, Mestizen |
| Pretos      | 690         | ▲ 863 (8,41 %)    | Schwarze                         |
| Amarelos    | –           | ▲ 24 (0,24 %)     | Asiaten                          |
| Indígenas   | 5           | ▼ –               | indigene Bevölkerung             |
| ohne Angabe | 11          | –                 |                                  |

## Wirtschaft
Die lokale Wirtschaft besteht heute aus der Geflügelzucht, Rindviehhaltung, Milchproduktion, Möbelherstellung und Mineraliengewinnung. Zuvor war sie in den Zuckerrohr- und Kaffeezyklus eingebunden.

## Durchschnittseinkommen und Lebensstandard
Das monatliche Durchschnittseinkommen betrug 2019 den Faktor 1,6 des brasilianischen Mindestlohns (Salário mínimo) von R$ 998 (2019: 363,49 €). Der Index der menschlichen Entwicklung (HDI) ist mit 0,651 für 2010 als mittelhoch eingestuft.
2019 waren 2.603 Personen oder 21 % der Bevölkerung als fest im Arbeitsverhältnis stehend gemeldet. 32,9 % der Bevölkerung hatte noch 2010 ein Einkommen von der Hälfte des Minimallohns.
Das Bruttosozialprodukt pro Kopf betrug 2019 17.862,80 R$, das Bruttosozialprodukt der Gemeinde belief sich auf rund 220,891 Mio. R$.

## Verkehr
Durch die Gemeinde führt die Bundesstraße BR-120, die in dem Teilstück auch Rodovia Deputado Luis Soares da Rocha genannt wird.

## Bildung
Die Gemeinde besitzt mit Stand 2021 vier Grundschulen und eine Mittelschule.

### Analphabetenquote
São Geraldo hatte 2010 eine Analphabetenquote bei den über 25-jährigen von 12,98 %.

## Söhne und Töchter der Gemeinde
- Rosário Fusco (1910–1977), Schriftsteller (Roman, Theater, Lyrik, Literaturkritik)
- Paulo Antonino Mascarenhas Roxo (1928–2022), römisch-katholischer Bischof
- Heitor Amorim Perroca, bekannt als Heitor (1940–2018), Fußballspieler
- José Tarciso de Sousa, bekannt als Tarciso Flecha Negra, der Schwarze Pfeil (1951–2018), Fußballspieler und afrobrasilianischer Kommunalpolitiker